# Беркли, Леннокс
Сэр Леннокс Рендал Фрэнсис Беркли (англ. Lennox Randal Francis Berkeley, 12 мая 1903 — 26 декабря 1989) — английский композитор.

## Биография
Родился в Оксфорде в 1903 году. В 1926 году получил степень B.A. в Колледже Мёртон Оксфордского университета. В 1927 году Беркли отправился в Париж, чтобы учиться у Нади Буланже. В Париже он познакомился с Франсисом Пуленком, Игорем Стравинским, Дариюсом Мийо, Артюром Онеггером и Альбером Русселем. Беркли также учился у Мориса Равеля.
После Второй мировой войны работал в радиовещательной корпорации BBC. С 1946 по 1968 год он был профессором композиции в Королевской академии музыки в Лондоне. Одним из его учеников был Джон Тавенер.
Стиль Беркли сложился не столько под влиянием нац. школы, сколько под воздействием творчества В. А. Моцарта, Ф. Шопена, Г. Форе, М. Равеля, И. Ф. Стравинского.
Его старший сын, Майкл Беркли также стал композитором, а младший сын Ник Беркли — фотографом.
Леннокс Беркли умер в Лондоне в 1989 году.